# Lasioserica sabatinellii
Lasioserica sabatinellii är en skalbaggsart som beskrevs av Ahrens 1996. Lasioserica sabatinellii ingår i släktet Lasioserica och familjen Melolonthidae. Inga underarter finns listade i Catalogue of Life.